# Geologia económica

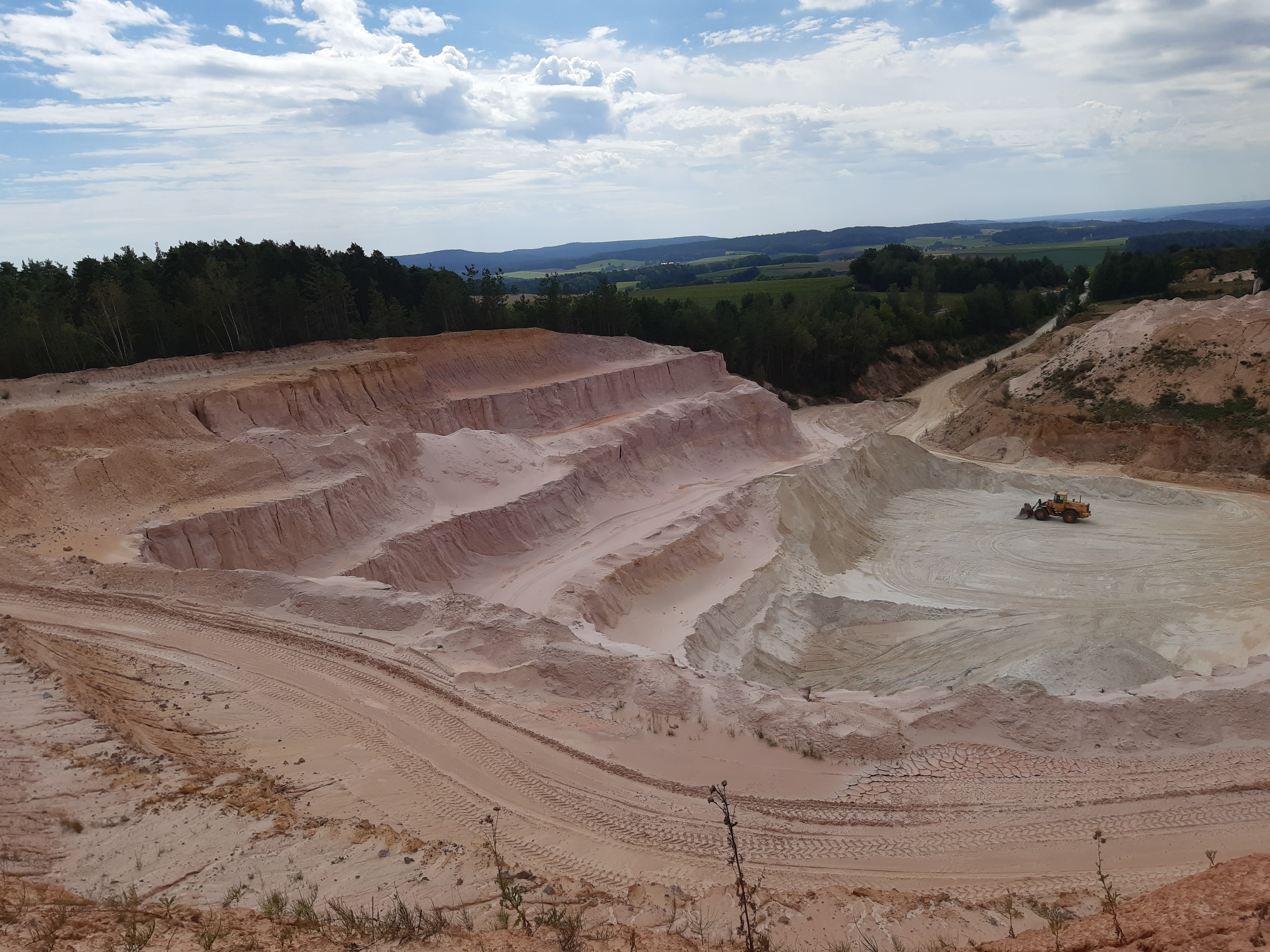
A imagem mostra uma grande mina a céu aberto com terraços avermelhados e uma pequena máquina no centro. Ao fundo, árvores e um céu parcialmente nublado.O autor desta imagem é Blauloke

Geologia económica é um ramo da geologia que trata da detecção e exploração de recursos minerais e energéticos. É um ramo do conhecimento altamente interdisciplinar, necessitando, além do conhecimento profundo de geologia em diferentes ramos, de noções em disciplinas como economia, ecologia, política e direito.